# Геттуев, Магомет Исмаилович
Магомет (Максим) Исмаилович Геттуев (карач.-балк. Геттуйланы Исмайлны жашы Магомет; 7 [20] ноября 1916, Кёнделен, Терская область — 1985, Нальчик) — балкарский советский поэт и партийный деятель. Председатель Президиума Верховного Совета Кабардино-Балкарской АССР с 1967 по 1985 гг. Репрессирован, реабилитирован. По национальности балкарец. Участник Великой Отечественной войны.

## Биография
- 1938—1940 — в газете «Социалистическая Кабардино-Балкария»
- с 1941 года — заведующий отделом в Черекском райкоме партии.
- 1942 — ушёл на фронт. Был ранен под Туапсе и демобилизован в 1946 году
- 1944 — депортирован вместе с балкарским народом в Киргизскую ССР
- 1946—1956 — работал в областных газетах Киргизской и Таджикской ССР
- 1955 — закончил филологический факультет Ленинабадского государственного педагогического института
- 1957—1961 — в редакции газеты «Коммунизмге жол»,
- с 1961 — лектор Кабардино-Балкарского обкома КПСС.
- 1967—1979 — Председатель Президиума Верховного Совета КБАССР и заместитель Председателя Президиума Верховного Совета РСФСР

## Творчество
Магомет Геттуев сотрудничал со многими советскими композиторами-песенниками, которые писали песни на его стихи. Среди них: Оскар Фельцман, Людмила Лядова, Геннадий Гладков и другие. Исполнителями песен были известные эстрадные певцы: Эдита Пьеха, Лев Лещенко, Валентина Толкунова и другие.

### Избранная библиография
- Село Гунделен / Перевод Якова Серпина. М., 1973, 104 С.;
- М. Геттуев. Стихотворения / Перевод: С. Виленский, Яков Серпин, Ю. Хазанов. М., 1974;
- Граница, любовь моя. М., 1975;
- Максим Геттуев. Избранное. М., 1977;
- Вечный пленник высоты. Стихи и поэмы. М., 1980, 149 С.;
- Максим Геттуев. Стихи / Перевод: Яков Серпин, Николай Скребов, Ю. Хазанов, В. Фирсов, В. Федоров, Л. Симонова, Владимир Цыбин. М.,1980,128 С.;
- Откуда мы родом. М., 1980, 288 С.;
- Максим Геттуев. Избранное. М., 1984;
- Человек на марше. М., 1986, 192 С.

## Награды
- орден Октябрьской Революции
- орден Отечественной войны I степени (11.03.1985)
- орден Отечественной войны II степени
- орден Трудового Красного Знамени
- орден Дружбы народов (22.10.1976)
- медали
- Народный поэт Кабардино-Балкарской АССР (1975)

## Память
Проводятся конференции посвященные Геттуеву.